# Retrònim
Un retrònim és una nova paraula o expressió creada per a designar un objecte o un concepte vell del qual el nom original s'ha esdevingut utilitzat per alguna altra cosa, o que ja no és únic.
La creació d'un retrònim és generalment el resultat d'un avanç tecnològic.

## Sobre la paraula
La paraula retrònim és un préstec del neologisme anglès retronym creat per Frank Mankiewicz i popularitzat el 1980 per William Safire al The New York Times.

## Llista
| Terme reemplaçat   | Nou terme                  | Raó de la substitució                               | Època                |
| ------------------ | -------------------------- | --------------------------------------------------- | -------------------- |
| Adreça             | Adreça d'enviament         | Adreça d'internet                                   | finals del segle XX  |
| Arma               | Arma convencional          | Arma nuclear, radiològica, bacteriològica i química | mitjans del segle XX |
| Càmera fotogràfica | Càmera analògica           | Càmera digital                                      | final del segle XX   |
| Cinema             | Cinema mut                 | Cinema parlant                                      |                      |
| Còpia              | Còpia en paper (física)    | Còpia digital (immaterial)                          | final del segle XX   |
| Correu             | Correu postal              | Correu electrònic                                   | final del segle XX   |
| Disc (d'ordinador) | Disc dur                   | Disc flexible                                       |                      |
| Disc (música)      | Disc de vinil              | Disc compacte (CD)                                  | anys 1980            |
| Gran Guerra        | Primera Guerra Mundial     | Segona Guerra Mundial                               | anys 1940            |
| La Postguerra      | Període d'entreguerres     | Segona Guerra Mundial                               | anys 1940            |
| Ordinador          | Ordinador de sobretaula    | Ordinador portàtil, ultraportàtil                   |                      |
| Portàtil           | Ràdio portàtil             | Ordinador portàtil                                  |                      |
| Ràdio              | Ràdio AM                   | Ràdio FM                                            |                      |
| Rellotge           | Rellotge analògic          | Rellotge digital                                    |                      |
| Rellotge           | Rellotge de butxaca        | Rellotge de polsera                                 |                      |
| Rentadora          | Rentadora                  | Rentaplats                                          |                      |
| Telèfon            | Telèfon rotatori           | Telèfon amb teclat                                  |                      |
| Telèfon            | Telèfon fix                | Telèfon mòbil                                       | final del segle XX   |
| Televisió          | Televisió en blanc i negre | Televisió en color                                  |                      |
| Transmissió        | Transmissió manual         | Transmissió automàtica                              |                      |
| Xocolata           | Xocolata calenta (beguda)  | Xocolata (sòlida)                                   |                      |

## Alguns adjectius (retrònims)
- Acústic: designa els instruments musicals que no siguin elèctrics i que no necessitin un amplificador (guitarra acústica, piano acústic).
- Analògic: es refereix als sistemes que no són digitals (rellotge analògic, gravació analògica).
- Convencional o tradicional: es refereix als sistemes o mètodes que s'han suplantat en gran manera per nous (forn tradicional després de l'arribada dels microones; torn convencional a conseqüència del desenvolupament dels torns de control numèric).

## Per antropònims
Quan un nen rep un nom idèntic al seu predecessor (generalment el pare), es dona sovint amb caràcter retroactiu a l'original els sufixos:
- «Sr.» (abreviatura de sènior), el nen que llavors es deia «Jr.» (de júnior);
- «I», número romà utilitzat per governants dinàstics, el successor portant llavors anomenat el «II»;
- «Pare» (per exemple, Alexandre Dumas pare), el nen que llavors es deia «fill» (Alexandre Dumas fill);
- «l'Ancià» o «el Vell», el nen llavors diferenciat amb el qualificatiu «el Jove» (aquestes designacions són també donades a persones sense cap vincle familiar i que poden haver-hi viscut en temps molt diferents).